# Бо Ибо
Бо Ибо́ (кит. 薄一波, пиньинь Bó Yībō; 17 февраля 1908, уезд Динсян, пров. Шаньси — 15 января 2007, Пекин) — китайский государственный деятель, представитель политиков старшего китайского поколения, являлся членом «восьмёрки бессмертных», в которую входили наиболее авторитетные ветераны китайской революции.

## Биография
Родился в уезде Динсян провинции Шаньси. В апреле 1925 года в 17 лет вступил в Коммунистическую партию Китая.
С 1925 по 1928 год работал в качестве секретаря ячейки КПК в Гражданском институте учителей пров. Шаньси, заместителем секретаря, а позже секретарём партийного комитета г. Тайюань, столицы пров. Шаньси, главой канцелярии парткома города Тайюань.
После поражения Революции 1925—1927 годов ушёл в подполье и продолжил политическую работу в сельских районах пров. Шаньси. В конце 1928 года был назначен военным секретарём парткомитета КПК г. Тяньцзинь и секретарём Военного комитета Северного Китая. Организовывал переброску солдат для коммунистов. Три раза подвергался аресту гоминьдановцами.
Находясь в заключении в Пекинском военном исправительном лагере в 1931 году, возглавил в лагере ячейку КПК. После освобождения в 1936 году был назначен секретарём рабочего комитета партийной ячейки КПК в пров. Шаньси.
С августа 1937 по октябрь 1942 года во время Японо-китайской войны служил командующим и политкомиссаром сил сопротивления КПК в пров. Шаньси, Шаньдун, Хэбэй и Хэнань.
Во время Гражданской войны и борьбы с Гоминьданом работал политкомиссаром Народно-освободительной армии Китая.
После образования КНР в 1949 году занимал пост министра финансов, который в 1953 году он уступил Дэн Сяопину. Не поддержал политику «Большого скачка», инициированную Мао Цзэдуном. С 1952 по 1959 год работал заместителем председателя, а затем председателем Государственного комитета по строительству. С 1956 по 1965 год занимал пост вице-премьера Госсовета КНР.
Бо был членом Политбюро ЦК КПК с 1956 года и до начала «Культурной революции», и с 1979 по 1982 год.
Во время «Культурной революции» подвергся нападкам со стороны жены Мао Цзян Цин и был посажен в тюрьму. Бо провёл в тюрьме 15 лет. Во время его заключения его жена была забита до смерти отрядами хунвейбинов. Его дети тоже были посажены в тюрьму или сосланы в беднейшие районы страны.
В конце 1978 года на совещании в ЦК КПК Чэнь Юнь призвал возвратить доброе имя Бо Ибо и другим, кого причислили к так называемой «группировке 61 предателя», необоснованно обвинив в предательстве партии и переходе на службу к Гоминьдану в 1930-х гг.
Политик был реабилитирован только после смерти Мао Цзэдуна и в июле 1979 года вновь занял пост вице-премьера. Был активным сторонником реформ Дэн Сяопина, способствующих бурному росту национальной экономики Китая. В 1982—1983 годах член Госсовета КНР.
По некоторой информации, Бо Ибо оказал немаловажную роль в определении Дэн Сяопином для избрания на пост генерального секретаря ЦК КПК Цзян Цзэминя.

### Смерть
Бо прожил достаточно долго, чтобы к концу своей жизни стать старейшим членом Коммунистической партии Китая. Он умер 15 января 2007 года от нераскрытой болезни. Он был кремирован, и его останки были похоронены на революционном кладбище Бабаошань рядом с его женой Ху Мин. Его дочь, умершая двенадцать лет спустя, была похоронена рядом с ними.

## Семья
Был женат два раза.
Имя первой его жены неизвестно. От неё у Бо родилась дочь Бо Сиин, которая служила в одном из дипломатических представительств Китая в Африке.
В 1945 году женился второй раз на Ху Мин, от которой он имел двух дочерей и четырех сыновей. Старший сын — Бо Сиюн, работает исполнительным директором одной из крупнейших компаний Китая — China Everbright Group. Второй сын — Бо Силай, занимал пост министра торговли КНР с 2004 по 2007 год и секретаря партийного комитета КПК города Чунцин (2007—2012), был членом Политбюро ЦК КПК, в настоящее время лишен всех постов, исключен из партии и отбывает пожизненное тюремное заключение. Третий сын — Бо Сичэн, занят в гостиничном бизнесе. Младший сын — Бо Синин, является председателем правления одной из пекинских корпораций. Вторая дочь — Бо Цзеин, живёт в США и работает доктором медицины. Младшая дочь — Бо Сяоин, работает заместителем декана исторического факультета Пекинского университета.
Его сын Бо Силай в молодости состоял в студенческой организации хунвэйбинов, созданной самим Мао. Утверждается, что критикуя своего отца Бо Силай даже избил его, сломав ему три ребра. В мемуарах Ян Гуана приводится высказывание Бо Ибо: «Когда я увидел, что он не боится порвать связи с членами семьи, я понял, что он хороший материал для следующего поколения партийного руководства».